# Aedesia
Aedesia nebo Aidesia ((řecky) Αἰδεσία) byla filosofka novoplatónské školy, která žila v Alexandrii v pátém století nl.
Byla příbuznou filosofa Syriana a manželkou Hermiovou. Byla obdivována pro svou krásu i ctnosti. Po smrti svého manžela se věnovala ulehčení údělu potřebných a výchově svých synů Ammonia a Heliodora. Doprovázela své syny do Athén, kde studovali filosofii a byla zde přijata aténskými filosofy s úctou. Zejména Proklem, kterému byla jako dívka kdysi zasnoubena. Dožila se vysokého věku a řeč na jejím pohřbu proslovil mladý filosof Damaskios († po 538), a to v hexametrických verších.